# Ligue de la paix et de la liberté
Ne doit pas être confondu avec Ligue internationale des femmes pour la paix et la liberté.
La Ligue internationale et permanente de la paix ou Ligue internationale de la paix et de la liberté est une association pacifiste fondée en 1867 à Genève par Frédéric Passy.

## Historique

### Contexte général
La première « Société de la Paix » est créée en 1830 par Jean-Jacques de Sellon dit comte de Sellon (il est aussi châtelain d'Allaman). Plusieurs personnes de divers pays se réunissent entre le Château d'Allaman et Genève à l'initiative du compte de Sellon, qui fonde alors la « Société de la Paix de Genève ». Jean-Jacques de Sellon part du principe de l'inviolabilité de la personne humaine, ce qui l'a conduit tout d'abord à mener une campagne pour l'abolition de l'esclavage et de la peine de mort, puis à se consacrer à la propagande en faveur de la paix et de l'arbitrage entre les nations.
Le premier Congrès de la Paix européen, convoqué par la London Peace Society à l'initiative de l'American Peace Society, se réunit à Londres en 1843.
Un congrès se tient à Bruxelles en 1848 puis - présidé par Victor Hugo - à Paris du 22 au 24 août 1849. Viennent ensuite les congrès de Francfort-sur-le-Main en 1850, puis de Londres en 1851.

### Contexte de l'année 1867
Cette année 1867 est marquée par une forte tension internationale, après la victoire de la Prusse sur l'Autriche en 1866 : la France et la Prusse sont au bord de la guerre. Frédéric Passy, journaliste au Temps, mène une campagne contre cette guerre, de même que par exemple, Evariste Mangin, directeur du journal nantais Le Phare de la Loire.  Le 30 mai 1867, Frédéric Passy fonde à Paris la Ligue internationale de la paix.

### Le Congrès de Genève (1867)
Le congrès de la paix et de la liberté est organisé à Genève par le pacifiste français Charles Lemonnier (1806-1891) et par le juriste français Émile Acollas (1826-1891). 
Le congrès dure du 9 au 12 septembre, avec près de 6 000 personnes, venues pour déterminer les conditions politiques et économiques de la paix entre les peuples et pour arriver à l’établissement d'une démocratie européenne, les « États-Unis d’Europe .» Au terme des débats, les congressistes fondent la Ligue internationale de la paix et de la liberté.
Le congrès de Genève ne réussit cependant pas à élaborer un programme et confie ce soin à un comité, au sein duquel un profond clivage apparaît immédiatement.

### Le congrès de Berne (1868)
Le second congrès de la Ligue de la paix et de la liberté a lieu à Berne du 21 au 25 septembre 1868. Invitée à s'y faire représenter officiellement, l'Association internationale des travailleurs (AIT) décide quelques jours plus tôt, au congrès de Bruxelles, de ne pas y envoyer de délégation.
Le congrès de Berne est principalement marqué par de vifs débats lors de la discussion sur les « rapports de la question économique et sociale avec celle de la paix et de la liberté », entre la majorité démocrate (Gustave Chaudey, Fribourg…) et la minorité socialiste (Bakounine, Mroczkowski, Élisée Reclus, Giuseppe Fanelli, Aristide Rey…). Les socialistes présentent la résolution suivante :
« Attendu que la question qui se présente le plus impérieusement à nous est celle de l'égalisation économique et sociale des classes et des individus, le Congrès affirme que, en dehors de cette égalisation, c'est-à-dire en dehors de la justice, la liberté et la paix ne sont pas réalisables. En conséquence, le Congrès met à l'ordre du jour l'étude des moyens pratiques de résoudre cette question. »
À l'issue des discussions, cette résolution est rejetée par le congrès. Le 25, la minorité socialiste décide de quitter la Ligue pour la paix et la liberté et de créer l'Alliance internationale de la démocratie socialiste.

### Le Congrès de Lausanne (1869)
Il s'en fallut de peu que le congrès de Berne soit le dernier. Le comité central dont l'une des tâches principale était de préparer la réunion suivante de la Ligue s'acquitta fort mal de sa mission et c'est le comité de Genève qui dut prendre l'initiative du 3e congrès. Le congrès de Lausanne voit le 11 juillet 1869 l'élection d'un nouveau comité central avec à sa tête Jules Barni. Il propose le programme de discussion suivant : déterminer les bases d'une organisation fédérale pour l'Europe, les problèmes de la question d'Orient et la question polonaise par rapport aux principes de la Ligue. Le comité décida d'offrir la présidence d'honneur à Victor Hugo qui accepta officiellement dans une lettre du 5 septembre 1869. C'est dans ce congrès que Ferdinand Buisson lut un discours qui se termine par la fameuse tirade : « Il faut habituer les enfants à se dire : un uniforme c'est une livrée, et toute livrée est ignominieuse, celle du prêtre et celle du soldat, celle du magistrat et celle du laquais. »

### Le Congrès de Genève (1886)
Lors de la réunion du Congrès à Genève, dans la salle de l'Institut, l'assemblée d'une trentaine de membres, a émis le vœu d'une réunion d'un Congrès universel de la Paix, dont la cession se tiendrait à Paris à l'occasion de l'Exposition universel à l'occasion du centenaire de 1789, et d'entreprendre les démarches auprès du ministre du Commerce et de l'Industrie, M. Lockroy, afin de pouvoir réaliser ce vœu.

### La Ligue de la paix et de la liberté
La ligue disparaît avec la guerre franco-prussienne de 1870, puis est refondée sous le nom de Société française des amis de la paix qui devient la Société française pour l'arbitrage entre nations.
La Société d'arbitrage entre les Nations préfigure la Cour permanente d'arbitrage créée par les deux conférences de La Haye de 1899 et de 1907.
Elle publie la revue États-Unis d'Europe.